# 帕维尔·日加列夫
帕維爾·費奧多羅維奇·日加列夫（俄语：Павел Фёдорович Жигарев，1900年11月6日—1963年8月2日）是一名蘇聯空軍軍人，最高軍階為空軍主帥，曾參加中國抗日戰爭的蘇聯航空志願隊、苏德战争和遠東戰役。

## 生平
日加列夫出生於1900年11月1日俄羅斯帝國特維爾省布里科沃（Brikovo）的一個貧困農家，於1919年加入紅軍和在隔年加入蘇聯共產黨，於1922年畢業於騎兵學校，之後轉投空軍，於1927年從列寧格勒的飛行觀測學校畢業。又於1933年從茹科夫斯基学校畢業，再於克欽高等軍事航空學校擔任參謀長，同時在職就讀。畢業後的日加列夫很快便嶄露頭角，他先後被任命為航空大隊大隊長、白俄羅斯軍區第52航空旅旅長，後於1937年加入蘇聯航空志願隊，也是蘇聯駐中國軍事顧問團的空軍顧問之一。
1938年9月，日加列夫回國後任蘇聯空軍軍訓部部長、航空軍團司令等職。1941年6月苏德战争爆發前日加列夫任空軍總司令，並參加了遠東戰役。1946年至1949年間，日加列夫擔任空軍第一副司令和遠程航空兵司令。1949年，他再次返回作為空軍司令，直到1957年他將持有的職位。在此期間，日加列夫也兼任戰爭副部長（1949-53）、國防部副部長（1953-55），後於1955年晉升空軍主帥。從1959年起也擔任防空軍指揮學院院長。
日加列夫於1963年去世。